# Castanheiro dos Cem Cavalos

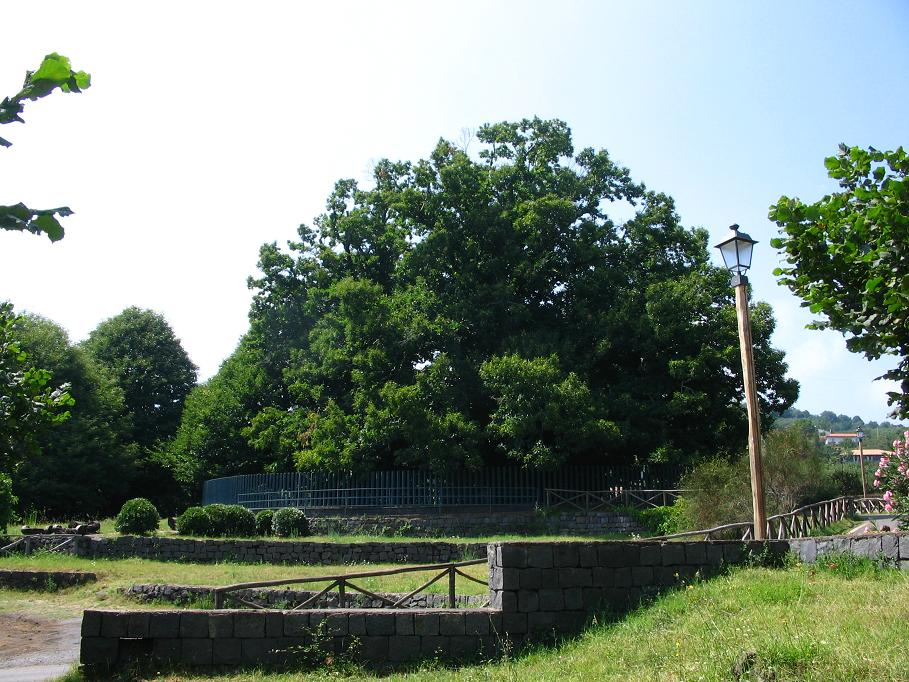
A árvore atualmente

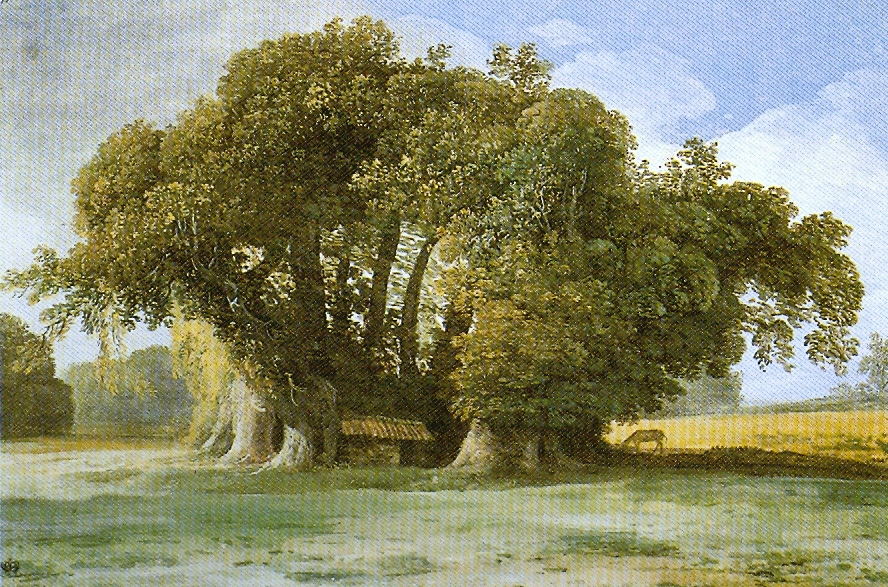
A árvore retratada por Jean-Pierre Houël ca. 1777.

O Castanheiro dos Cem Cavalhos é um árvore da espécie Castanea sativa plurimilenário situado no Parque do Etna no território do município de Sant'Alfio, na Sicília. A árvore já foi estudada por muitos botânicos e visitado por personagens ilustres.